# Pembeli, Atabey
Pembeli là một xã thuộc huyện Atabey, tỉnh Isparta, Thổ Nhĩ Kỳ. Dân số thời điểm năm 2011 là 90 người.